# Сан Мартино (Савона)
Сан Мартино је насеље у Италији у округу Савона, региону Лигурија.
Према процени из 2011. у насељу је живело 528 становника. Насеље се налази на надморској висини од 320 м.